# Presidentieel Paleis van Haïti

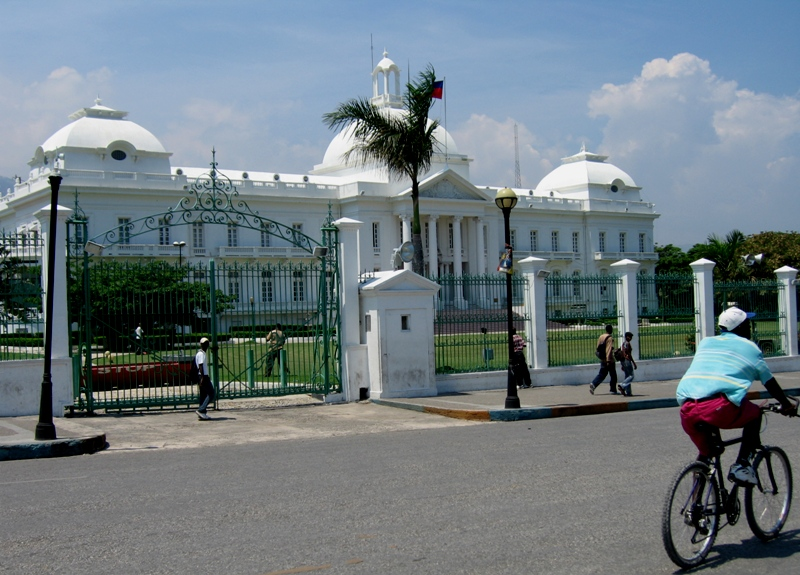
Het paleis in 2006

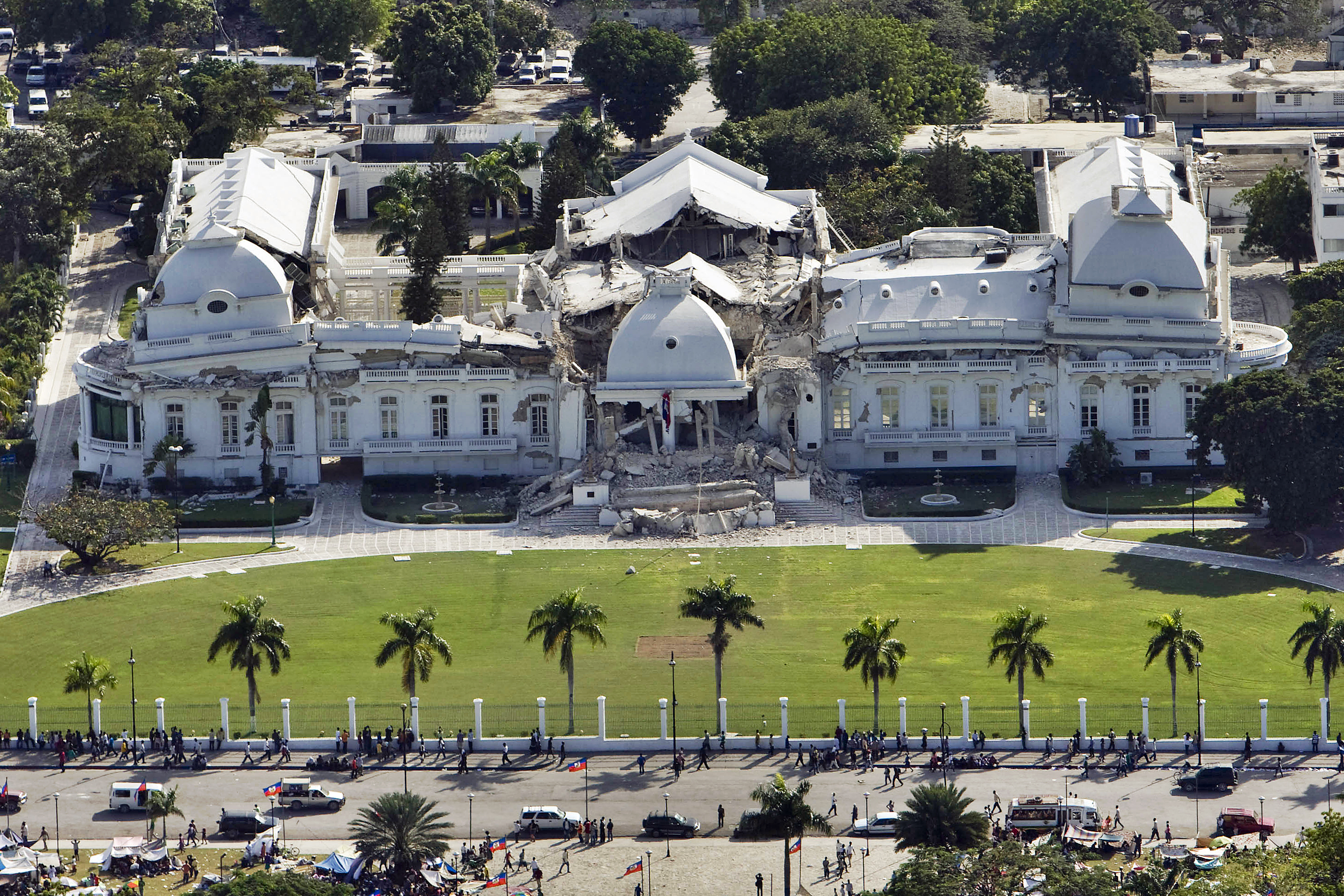
Het paleis na de aardbeving

Het presidentieel Paleis van Haïti staat in de hoofdstad Port-au-Prince en was tot de aardbeving van 2010 de ambtswoning van de president van dit land. Het werd tijdens deze aardbeving zwaar beschadigd en zal mogelijk herbouwd worden.
Het gebouw is ontworpen door Georges Baussan. De bouw begon in 1914 maar werd in 1915 onderbroken toen de president, Vilbrun Guillaume Sam, vermoord werd tijdens een staatsgreep en het paleis grotendeels afbrandde. De moord was een reden voor de Verenigde Staten om Haïti te bezetten. Tijdens de bezetting werd het paleis afgebouwd en in 1920 opgeleverd.
Het paleis is ontworpen in Franse neorenaissancestijl met een portico met Ionische zuilen. Van bovenaf gezien is het in een E-vorm gebouwd.